# Kazim Kazimzade
Kazim Kazimzade (en azerí: Kazım Kazımzadə; Bakú, 10 de agosto de 1913 – Bakú, octubre de 1992) fue un pintor de Azerbaiyán, Artista del Pueblo de la RSS de Azerbaiyán.

## Biografía
Kazim Kazimzade nació el 10 de agosto de 1913 en Bakú. En 1933-1936 estudió en el colegio de atre en Bakú. Al principio de los años 1940 participó en el Segunda Guerra Mundial. Desde 1942 hasta su muerte fue director del Museo Nacional de Arte de Azerbaiyán. 
En 1943 recibió el título “Artista de Honor de la RSS de Azerbaiyán “. Desde 1952 fue miembro del Partido Comunista de la Unión Soviética y miembro pleno del comité soviético del Consejo Internacional de Museos. En 1960 se graduó de la Academia Imperial de las Artes en San Petersburgo. En 1965 fue galardonado con la medalla “Artista del Pueblo de la RSS de Azerbaiyán.
Kazim Kazimzade murió el octubre de 1992 y fue enterrado en el Segundo Callejón de Honor.

## Filmografía
- 1963 – “Donde está Ahmad”
- 1968 – “Por la ley”
- 1969 – “Nuestro profesor Cabish”
- 1981 – “La vida de Uzeyir”

## Premios y títulos
- Artista de Honor de la RSS de Azerbaiyán (1943)
- Premio Stalin del Estado (1950)
- Artista del Pueblo de la RSS de Azerbaiyán (1965)
- Orden de la Bandera Roja del Trabajo